# 2697 Albina
Albina (asteróide 2697) é um asteróide da cintura principal com um diâmetro de 51,54 quilómetros, a 3,2177786 UA. Possui uma excentricidade de 0,094398 e um período orbital de 2 446,38 dias (6,7 anos).
Albina tem uma velocidade orbital média de 15,80095606 km/s e uma inclinação de 3,60717º.
Este asteróide foi descoberto em 9 de Outubro de 1969 por Bella Burnasheva.